# Boule de Suif (film, 1945)
Pour les articles homonymes, voir Boule de Suif (homonymie).
Pour plus de détails, voir Fiche technique et Distribution.
Boule de Suif est un film français réalisé par Christian-Jaque, sorti en 1945.

## Liminaire
Deux épisodes de l'occupation prussienne en 1870. Le film est une adaptation de deux nouvelles de Guy de Maupassant : Boule de Suif et Mademoiselle Fifi. 

## Synopsis
Lors du voyage en diligence d'un groupe apeuré d'habitants de Rouen qui fuient la guerre de 1870, Élisabeth Rousset, dite « Boule de Suif », accepte de coucher avec un officier prussien pour acheter la liberté de ses voisins de voyage (qui la poussent à se sacrifier) ; puis la chose faite, elle se heurte à leur mépris et leur ingratitude.  
Un peu plus tard, alors que les passagères de la diligence sont emmenées de force à une orgie de soldats allemands, Boule de Suif assassine le redoutable lieutenant prussien que ses amis avaient surnommé Fifi et qui étalait sans vergogne son goût du pillage et ses penchants sadiques.

## Fiche technique
- Titre : Boule de Suif
- Réalisation : Christian-Jaque
- Scénario : d'après deux nouvelles de Maupassant : Boule de Suif et Mademoiselle Fifi
- Adaptation : Christian-Jaque, Henri Jeanson, Louis d'Hée[2]
- Dialogues : Henri Jeanson
- Décors : Léon Barsacq
- Costumes : Rosine Delamare
- Photographie : Christian Matras
- Photographe de plateau : Lucienne Chevert
- Son : William-Robert Sivel
- Montage : Jacques Desagneaux
- Musique : Marius-Paul Guillot
- Production : Georges Lévi
- Société de production : Artès-Films
- Pays de production :  France
- Format : Noir et blanc - 35 mm - 1,37:1
- Genre : Film dramatique
- Durée : 103 minutes
- Dates de sortie :  
  - France : 17 octobre 1945
  - Belgique : 30 novembre 1945 (Bruxelles)
- Affiche : Bernard Lancy (France)[réf. nécessaire]

## Distribution
- Micheline Presle : Élisabeth Rousset, dite « Boule de Suif »
- Louis Salou : le lieutenant prussien « Fifi »
- Berthe Bovy : Mme Bonnet
- Alfred Adam : Cornudet
- Jean Brochard : Auguste Loiseau
- Suzet Maïs : Mme Loiseau
- Marcel Simon : le comte Hubert de Bréville
- Louise Conte : la comtesse de Bréville
- Pierre Palau : Edmond Carré-Lamadon
- Janine Viénot : Mme Carré-Lamadon
- Jean Sinoël : M. Follenvie, l'aubergiste
- Gabrielle Fontan : Mme Follenvie
- Berthe Tissen : la fille franc-tireur
- Mona Dol : la sœur
- Roger Karl : le major-Colonel
- Jim Gérald : le capitaine Von Kerfenstein
- Michel Salina : l'officier musicien
- Denis d'Inès : le curé d'Uville
- Georges Tourreil : le chef des francs-tireurs
- Marcel Mouloudji : un franc-tireur
- Pierre Duncan : un franc-tireur
- Nicolas Bataille : un franc-tireur
- Albert Malbert : le cocher
- Paul Faivre : Poitevin
- Robert Dalban : Oskar
- Howard Vernon : un Prussien
- Marcel Rouzé : le domestique de M. Poitevin
- Jean Werner : un Prussien

## Autour du film
- Selon Micheline Presle : « Louis Salou (qui interprète le lieutenant prussien) était un homme très fin et très sensible. Il devait m'administrer une double gifle et il en était malade. Je le suppliais de frapper fort. Il fallut recommencer la scène un nombre incalculable de fois, car il ne pouvait pas être violent. Lorsqu'il s'exécuta, il était livide de chagrin. Je ripostai en lui crachant à la figure. On avait préparé une jatte d’œufs battus en neige qui tenait lieu de salive. Chaque fois que le jet de blancs d’œufs (projetés hors du champ à l'aide d'un chalumeau) atteignait son visage, il était pris de tremblements. La scène terminée, Salou avait de grosses larmes qui dégoulinaient sur ses joues. Et tout doucement, la voix brisée, il répétait : "C'est terrible d'être humilié ainsi par une femme"[3] ».

## Commentaires
- Boule de Suif est un film très patriotique, réalisé à la Libération de la France et qui est loin d'être détaché du contexte.